# 問田氏
問田氏（といだし、といだうじ）は、日本の氏族。
主な氏族として次の一族がある。
周防国多々良姓大内氏庶流問田氏

## 周防問田氏
周防国を拠点に大内氏家臣として栄えた一族で、周防国の在庁官人であった大内氏が平安時代末期から勢力を拡大し、周防各地に大内氏の庶流が現れる。平安末期の大内氏当主・大内盛房の次男・長房が吉敷郡問田を領し、その地名を取って問田を名字とした。
その子孫は大内家臣として活動し、室町時代中期には問田弘綱が石見守護代に任命された。その子の問田弘胤は、大内政弘の側近として活躍し、長享元年（1487年）の六角征伐にも大内政弘の代理として出陣した。その後も問田弘胤は大内氏の重臣として活動し、永正5年（1508年）大内義興の上洛へも付き従い、永正8年（1511年）の船岡山合戦で討死した。
弘胤の孫・問田隆盛も石見守護代に任ぜられたが、この頃の石見国は吉見氏や益田氏らの勢力が非常に強く、強固な支配を確立することができなかった。天文20年（1551年）の陶隆房の反乱（大寧寺の変）では陶側に味方し、大内義隆への追討に加わった。その後は大内義長に従ったが、厳島の戦いにおいて陶晴賢率いる大内軍が敗北し、晴賢は自害する。同天文20年（1551年）冬から始まる毛利元就の防長経略に伴い、大内家中は晴賢の反乱のひずみで内部抗争が勃発。その混乱の最中、弘治3年（1557年）に在城していた富田若山城を杉重輔に攻撃され、討死した。また弟の孫、問田房胤も同弘治3年（1557年）、長府で毛利元就の軍と戦い討死を遂げ、周防問田氏は滅亡した。

## 人物

### 守護代
- 問田弘綱
- 問田隆盛

### その他
- 問田式部丞 - 応永11年（1404年）氷上山本堂供養日記に見られる[1]。
- 問田入道道珠 - 応永14年（1407年）氷上山一切経勧進帳に見られる[1]。
- 問田太府 - 明応7年（1498年）文書に見られる[1]。
- 問田胤世 - 五郎[1]。
- 問田英胤 - 大蔵少輔、年号不明文書に見られる[1]。

## 同族
- 右田氏
- 陶氏
- 鷲頭氏